# برايان ألين (لاعب كرة قدم أمريكية)
برايان ألين (بالإنجليزية: Brian Allen)‏ هو لاعب كرة قدم أمريكية أمريكي، ولد في 20 أبريل 1980 في أونتاريو في الولايات المتحدة.

## وصلات خارجية
- برايان ألين على موقع مرجع كرة القدم المحترفة.كوم (الإنجليزية)